# Банда братьев Хаббасовых
Банда братьев Хаббасовых — банда «черных риелторов», орудовавшая в Оренбурге в 2005-2006 годах. Отличалась исключительной жестокостью.

## Создание банды
Банда состояла из четверых братьев Хаббасовых — Геннадия, Сергея, Алексея и Тюлегена. Они были родом из села Платовка Новосергиевского района Оренбургской области. Самому старшему из них — Геннадию — на момент начала преступной деятельности было более 30 лет, самому младшему — Тюлегену — 22 года. Односельчане хорошо отзывались о четверых братьях.
Семья Хаббасовых жила небогато, родители братьев трудились на ферме. Братья некоторое время тоже занимались сельским хозяйством — работали на агрофирме. Потом четверо братьев переехали в Оренбург. Впоследствии они сказали, что стали совершать преступления из-за отсутствия собственного жилья. Хаббасовы решили убивать алкоголиков и завладевать их жилплощадью.

## Преступная деятельность
Хаббасовы действовали продуманно. Они предварительно обсуждали план совершения преступления, подбирали место и орудие убийства, распределяли между собой роли.
Своих первых жертв братья подобрали с помощью жителя Оренбурга, некоего Молева. Геннадий просил его найти какую-нибудь семью алкоголиков. Молев указал ему на семью своих знакомых — брата и сестру, которые жили в ветхом доме вместе со своими сожителями. Войти к ним в доверие у Хаббасовых не составило труда. Алкоголиков не насторожила доброта новых знакомых, каждый вечер приходивших к ним с самогоном. Поэтому, когда Хаббасовы предложили хозяевам продать их дом и переехать в коттедж, брат и сестра согласились. Они выдали Геннадию доверенность на распоряжение своего дома. Через несколько дней Хаббасовы, якобы с целью показать дом для обмена, вывезли хозяина дома и его сожительницу в лес, где с особой жестокостью убили обоих. Потом убийцы вернулись в дом своих жертв, вывезли в лес и убили хозяйку и её сожителя. Трупы сбросили в овраг.
Жертв Хаббасовых никто не искал. Бандиты продали их дом и разделили деньги между собой.
Со следующей семьей братьев свел все тот же Молев. Семья из шести человек (муж с женой, их дочь, брат жены, её дядя и бабушка) была обречена на смерть с того момента, как братья побывали в их трехкомнатной квартире. Их не остановил тот факт, что эта квартира не была приватизирована.
На уговоры братьев продать квартиру и переехать за город жильцы квартиры сначала не соглашались. Однако потом согласились, после того как Хаббасовы дали им денег и пообещали погасить их долги. Братья под предлогом поездки к новому месту жительства уехали вместе с дядей Анны, Сергеем. Машину остановили в запланированном месте у оврага, предложили Сергею выйти покурить, и один из братьев ударил его бейсбольной битой. Сергей оказал активное сопротивление, на него напали еще двое Хаббасовых, и втроем они насмерть забили свою жертву.
11 января 2006 года один из братьев приехал в дом семьи. На вопрос, где Сергей, Хаббасов ответил, что тот уже живет в доме за городом и ждет остальных. Дмитрий и Анна поверили и вместе с братом жены Антоном поехали вместе с Хаббасовыми, взяв с собой новорожденную дочь.
Убийцы заранее все предусмотрели. Они даже вынули из дверей автомобиля ручки, чтобы жертвы не могли выбраться. Дмитрия, Антона и Анну Хаббасовы по очереди вытащили из автомобиля и насмерть забили арматурными прутьями и бейсбольными битами. Восемнадцатилетняя Анна умоляла не убивать её дочь. Хаббасовы подбросили новорожденную девочку на крыльцо одного дома в селе Подгородняя Покровка, и она чудом выжила в январскую ночь.
Бабушку Анны — Валентину Макарову — бандиты несколько дней держали в доме в одной из близлежащих деревень. Однажды женщина увидела по телевидению сообщение о пропаже своей семьи. Она стала расспрашивать Хаббасовых об этом, и те решили убить и её. Вечером того же дня они вывезли Макарову в безлюдное место и убили.

## Аресты, следствие и суд
Отец Дмитрия Макарова подал в милицию заявление о пропаже сына. Милиционеры установили, что пропала вся семья. Обыскав местность в районе села Подгородняя Покровка, работники милиции нашли три тела в карьере, а днем позже — еще два трупа, брошенные убийцами в скотомогильник. Спустя короткое время оперативники нашли в Новосергиевском районе области еще четыре трупа. После проверки выяснилось, что это были тела брата и сестры из Оренбурга.
Свидетели из села Подгорная Покровка показали, что видели, как автомобиль «Ока» останавливался на окраине села в ту ночь, когда новорожденную девочку подбросили на крыльцо дома. Соседи убитой семьи также видели Хаббасовых, подъезжавших к их дому на «Оке». Ряд свидетелей видели, как Анна, Дмитрий и Антон уезжали на «Оке».
Воспользоваться квартирой своих жертв Хаббасовым не удалось. Однажды Геннадий и Тюлеген в квартире убитой ими семьи искали документы на жилплощадь, надеясь подделать подписи. В это время их задержали оперативники. Тюлеген сказал, что они ждали в квартире своего знакомого Сергея Стренина, и им ничего не известно о том, что он исчез вместе со всей семьей.
После допроса братьев отпустили, но установили за ними наблюдение. Таким образом милиционеры вышли на Алексея и Сергея Хаббасовых и узнали, что у них есть автомобиль «Ока», которым владел Тюлеген.
12 февраля 2006 года все братья были задержаны. После ареста Геннадий Хаббасов попытался совершить самоубийство, и к нему пришлось приставить круглосуточную охрану.
Во время допросов братья перекладывали вину в совершении преступлений друг на друга. Они спокойно описывали подробности убийств. Хаббасовы сами называли себя «нелюдями».
В Оренбургский областной суд дело «черных риэлторов» было передано в ноябре 2006 года, сам процесс был закрытым. Наводчик Хаббасовых Молев умер во время допроса от сердечного приступа.
Оренбургским областным судом четверо братьев были признаны виновными по ч. 4 ст. 159 УК РФ («Мошенничество, совершенное в составе организованной группы») и ч. 2 ст. 105 УК РФ («Убийство двух и более лиц, совершенное в составе организованной преступной группы с целью облегчения и сокрытия других преступлений»). Геннадий, Алексей и Тюлеген Хаббасовы были приговорены к пожизненному заключению в колонии особого режима. Сергей Хаббасов, оказавший помощь следствию, получил 20 лет заключения в колонии строгого режима.
Трое братьев Хаббасовых, приговоренные к пожизненным срокам, отправили кассационные жалобы в Верховный Суд Российской Федерации. В частности, один из убийц написал, что считает приговор «незаконным и чрезмерно суровым». Но при рассмотрении дела судебная коллегия по уголовным делам Верховного Суда России определила: приговор Оренбургского областного суда оставить без изменения, а кассационные жалобы осужденных без удовлетворения. Тюлеген Хабассов отбывает назначенное наказание в колонии Белый Лебедь в Пермском крае.

## В массовой культуре
- Документальный фильм «Переезд на тот свет» из цикла «Криминальные хроники»